# Городин, Леонид Моисеевич
Леони́д Моисе́евич Городи́н (укр. Леонід Мойсейович Городін; 22 апреля (5 мая) 1907, Малин, Малинская волость, Радомысльский уезд, Киевская губерния, Российская империя — 22 марта 1994, Екатеринбург, Свердловская область, Российская Федерация) — советский и российский журналист и писатель. Известен своей лексикографической работой по исследованию лагерного жаргона.
Из еврейской семьи. Работал кузнецом, после гражданской войны уехал в Киев, где учился в школе ФЗУ, вступил в партию, работал корреспондентом в рабочей газете. В 1928 году арестован за троцкистскую деятельность и сослан на три года в Средне-Волжскую область, однако уже в 1930 году Городину разрешили вернуться в Киев, после чего он восстановился в партии. Окончив ВУАМЛИН, работал в ряде украинских газет. В 1935 году снова исключён из партии, а в 1936 году арестован снова за троцкизм. Был отправлен в ГУЛАГ на пять лет, по истечении срока в 1941 году не был освобождён, отпущен из лагеря лишь в 1944 году «за хорошие показатели в работе». В 1950 году как «особо опасный государственный преступник» арестован опять и затем сослан в Краснодарский край. После смерти Сталина освобождён в 1955 году, а в 1956 году реабилитирован по делам 1936 и 1950 годов. Дальнейшую жизнь провёл в Свердловске, где работал корреспондентом газеты «Уральский рабочий», занимался литературной деятельностью, писал рассказы о лагерной жизни. Самым большим трудом Городина является составленный им словарь лагерной лексики, оценённый лингвистами и современниками, но не изданный на протяжении нескольких десятков лет по определённым причинам. В 1991 году реабилитирован по делу 1928 года. Скончался в 1994 году в Екатеринбурге. Словарь Городина впервые вышел в 2021 году.

## Биография

### Молодые годы
Леонид Моисеевич Городин родился 22 апреля (5 мая) 1907 года в Малине Радомысльского уезда Киевской губернии. Настоящее имя — Арон. В материалах следствия указывается 1897 год, что, вероятно, ошибочно. Отец работал кустарём; в семье было ещё трое детей. По национальности — еврей. Начал учиться рано, с шести лет, получив среднее образование.
В 1919 году, во время гражданской войны и наступления Деникина, вступил в комсомол. Через год поступил в ученики к сапожнику, а в 1922 году начал работать кузнецом. Из-за тяжёлых условий труда вместе с другими кузнецами потребовал введения восьмичасового рабочего дня и в результате объявленного локаута остался без работы. В конце того же года переехал в Киев, где в условиях масштабной безработицы по комсомольской квоте устроился в ученики токаря в Главные трамвайные мастерские имени Домбаля, а параллельно поступил в школу ФЗУ и стал рабочим корреспондентом газеты «Молодой пролетарий». С 1923 года был членом Рабкомхоза.

### Первый срок

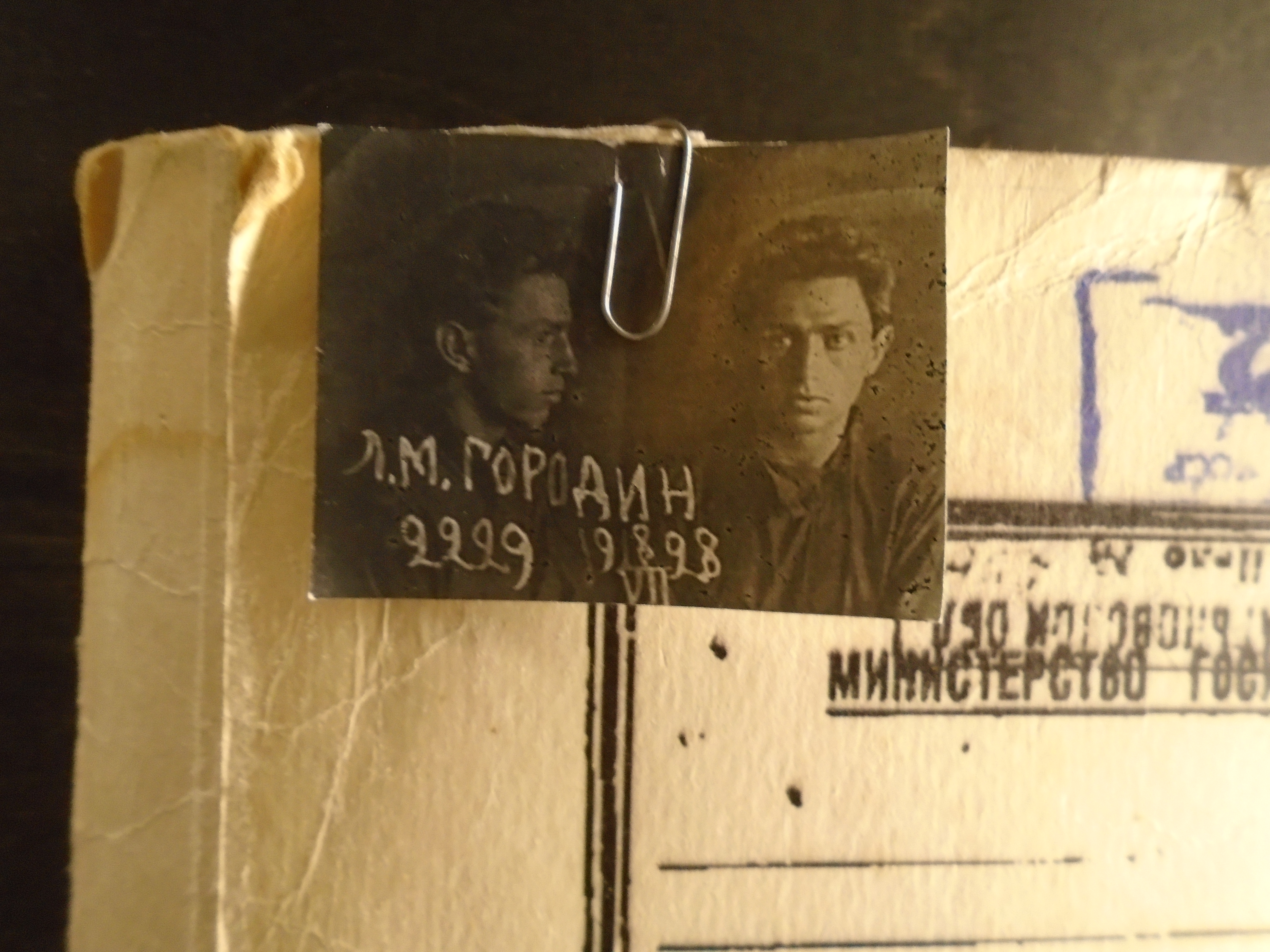
Фотография Городина из дела 1928 года

В 1926 году вступил в КП(б)У. Примыкал к внутрипартийной оппозиции, поддерживал заявления 13-ти и 83-х, а также распространял среди коммунистов письмо к съезду, так называемое завещание В. И. Ленина, объявленное выдумкой троцкистов. Вскоре, после поражения Л. Д. Троцкого в результате внутрипартийной борьбы, по всей стране начались преследования его сторонников. 14 октября 1927 года был исключён из партии, а затем и из комсомола.
27 ноября 1928 года был арестован в Киеве сотрудниками ОГПУ, на последующих допросах отказывался давать показания и говорить о своей партийной деятельности. Был обвинён в распространении антисоветской литературы, участии в «нелегальной организации троцкистов» и руководстве её работой, ввиду чего 7 декабря того же года Особым совещанием при Коллегии ОГПУ УССР по 58-й статье уголовного кодекса как «социально-опасный элемент» приговорён к высылке на три года за пределы УССР в Средне-Волжскую область. Ссылку отбывал в Сызрани, а затем в Пензе, где работал санитаром в больнице. Как указывал в воспоминаниях, по обвинению в поддерживании связей с местными оппозиционерами был арестован и отправлен в тюрьму, где поддержал письмо К. Б. Радека, И. Т. Смилги и Е. А. Преображенского с отказом от фракционной работы и вскоре отпущен. 23 августа 1930 года постановлением Особого совещания при Коллегии ОГПУ ему было разрешено свободное проживание на всей территории СССР без указания мотивов такого решения.
Вернувшись в Киев, снова стал работать токарем на трамвайном заводе. В том же году был восстановлен в партии. В 1930—1931 годах был редактором заводской многотиражной газеты, одновременно посещал вечерние курсы подготовки и Институт кадров ВУАМЛИНа. Сдав экзамены, переехал в Харьков, однако ЦК партии не утвердил его кандидатуры, после чего работал в редакции единственной русскоязычной центральной газеты «Пролетарий». В 1934 году, после переноса столицы УССР в Киев, Городин стал корреспондентом союзной газеты «Социалистическое земледелие» по Харьковской области. После убийства С. М. Кирова, произошедшего 1 декабря 1934 года, борьба с оппозицией вновь обострилась. В рамках проверки корреспондентов центральных газет Городин был вызван в Москву, а через две недели был уволен «в связи с сокращением штатов». Долгое время был без работы, ввиду чего отправил жену с ребёнком в Киев к её родителям, а вскоре наконец устроился инспектором харьковской сберегательной кассы № 1. В 1935 году снова исключён из партии.

### Второй срок

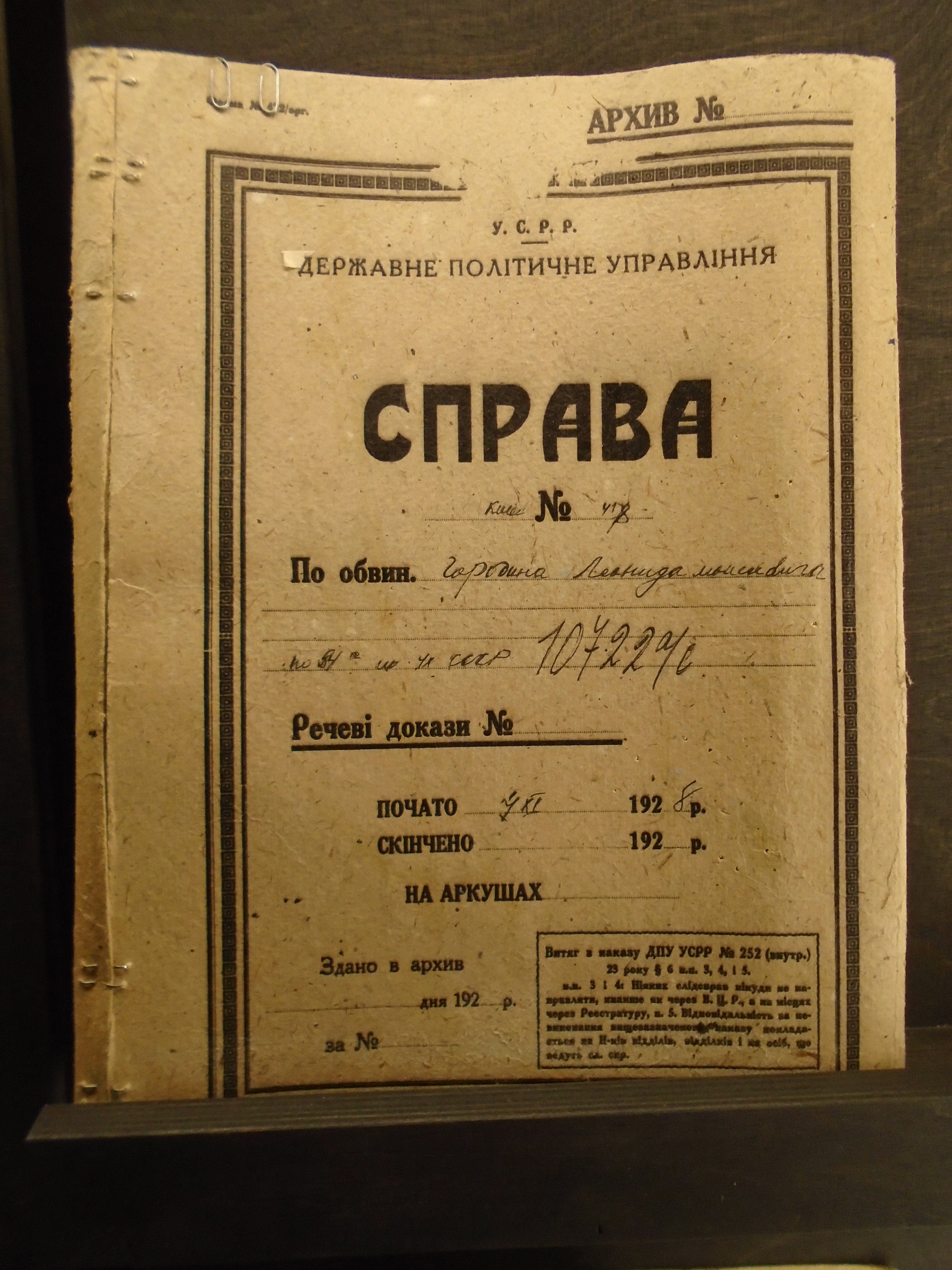
Дело Городина, 1936 год

23 июня 1936 года арестован сотрудниками Харьковского областного управления НКВД по обвинению в контрреволюционной деятельности, доказательством чего следователи посчитали изъятые при обыске «4 фотоснимка троцкистов с контрреволюционными троцкистскими надписями». Сам Городин отмечал на допросе, что фотографии «хранил как память о товарищах, с которыми раньше работал, был вместе в ссылке», и оставил их «потому ещё что сам на них изображён». Начальством, привлечённым следствием к свидетельству, характеризовался как скрытный и замкнутый человек, избегавший общения на политические темы. 16 августа 1936 года решением Особого совещания при НКВД без суда был приговорён к пятилетнему заключению в исправительно-трудовой лагерь. Был отправлен по этапу через пересыльную тюрьму в Котласе, баржей по Вычегде в Усть-Вымь, а затем пешком до Чибью на строительство тракта, где работал на кирпичном заводе в деревне Крутая. Затем послан по этапу до Воркуты, что в Коми АССР, однако из-за наступления зимы заключённых не смогли перевезти через реку Усу и отправили в Сынянырд, где следующие три года трудился на лесоповале Ухтпечлага.
В начале 1941 года, ввиду приближающегося окончания срока, был перевезён в Усть-Усу, где располагалось управление лагеря и паспортный стол. Однако, после начала войны, выход из заключения был отложен «до особого распоряжения» на основании директивы НКВД от 22 июня 1941 года, запрещавшей освобождение политзаключённых из лагерей. Во время пребывания в Усть-Усе стал свидетелем подготовки первого в истории ГУЛАГа восстания заключённых, лично знал руководителей восставших, в том числе М. А. Ретюнина, который, по его словам, хотел «пробиться на фронт и присоединиться к какой-либо части или партизанить в тылу у немцев». В 1942 году был этапирован в Воркуту, работал в каменном карьере на 61-м километре, затем в Дорстрое. Во время заключения не подвергался административным взысканиям, а 5 октября 1944 года досрочно освобождён «за хорошие показатели в работе». Был оставлен при комбинате «Воркутуголь» и поселился в Воркуте, где «по вольному найму без права выезда до окончания войны» трудился главным бухгалтером в шахтуправлении № 2. В 1947 году, во время приезда в Москву, познакомился с выпускницей биологического факультета Московского государственного университета, у которой в 1949 году родился от него сын без заключения официального брака.

### Третий срок

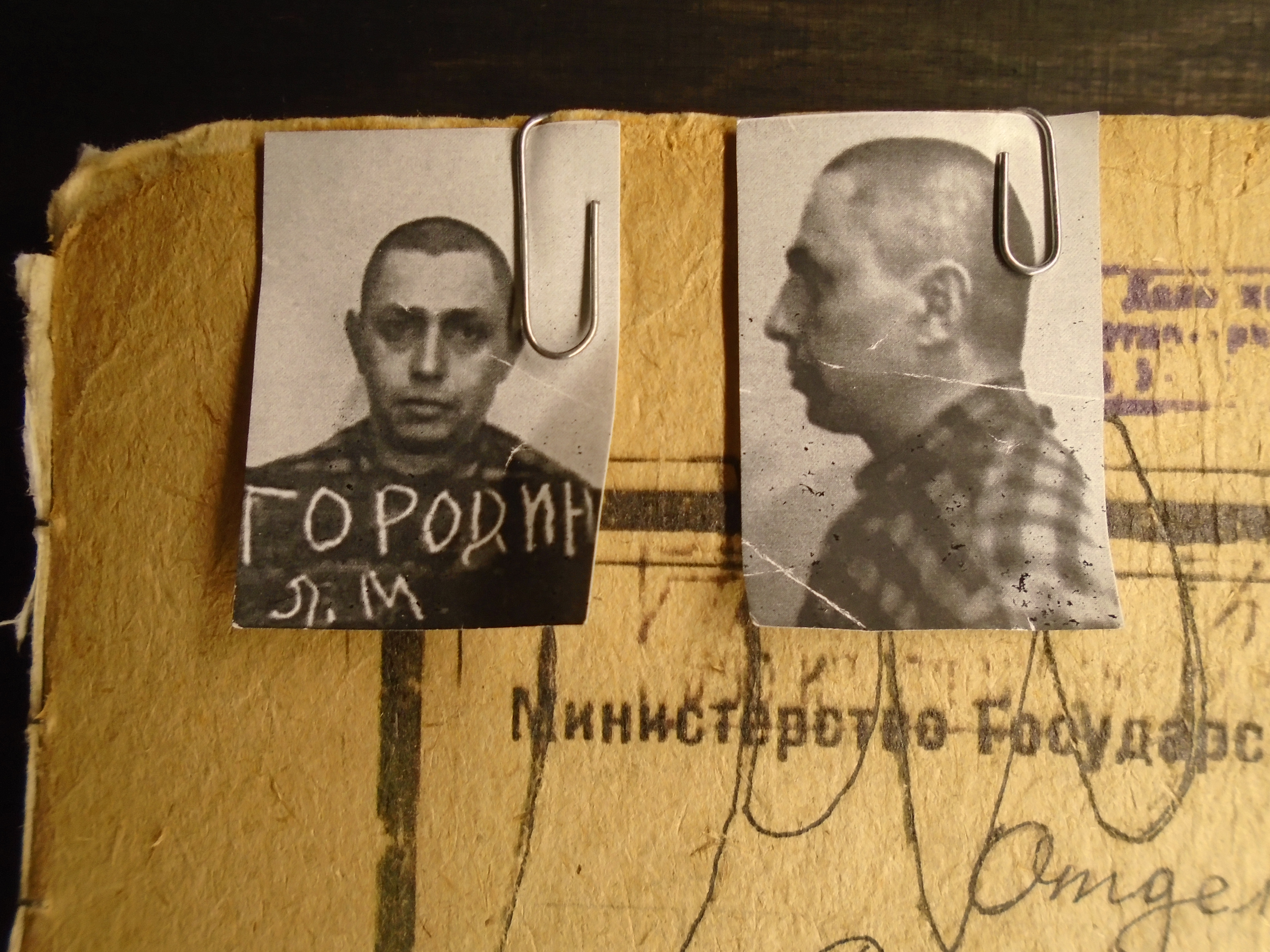
Фотография Городина из дела 1950 года

После издания 21 февраля 1948 года указа Президиума Верховного Совета СССР «О направлении особо опасных государственных преступников по отбытии наказания в ссылку на поселение в отдалённые местности СССР» начались повторные аресты бывших политзаключённых, уже вышедших из лагерей и могущих рассказать о царящих там порядках. 17 февраля 1950 года арестован в четвёртый раз по 58-й статье. Был обвинён в том, что «с 1927 года является активным участником контрреволюционной троцкистской организации и проводит антисоветскую деятельность, направленную против мероприятий ВКП/б/ и Советского правительства», что отрицал на допросах. В вину вменялось само наличие дела 1936 года, а также попытка организации демонстрации во время ареста руководителей «киевского подпольного троцкистского центра» в 1928 году, при том, что в самом обвинительном заключении констатировалось отсутствие доказательств его антисоветской деятельности. Сам Городин отмечал впоследствии, что «никакого нового „дела“ и не пытались сотворить». 29 июля того же года постановлением Особого совещания при МГБ СССР был сослан на поселение в Красноярский край.
После смерти И. В. Сталина был освобождён в 1954 году по амнистии, а в 1955 году вернулся в Воркуту, заведя новую семью. В 1956 году, после XX съезда КПСС, по решению Харьковского областного суда был реабилитирован по делам 1936 и 1950 годов за недоказанностью преступлений. В 1958 году переехал в Свердловск, где в течение двадцати лет работал внештатным корреспондентом газеты «Уральский рабочий». В 1962 году стал членом Союза журналистов СССР. В 1960-х годах начал писать лагерную прозу, которая складывалась «в стол», не имея возможности быть опубликованной; последние рассказы датируются 1982 годом. В 1991 году реабилитирован прокуратурой Киева по делу 1928 года. Скончался 22 марта 1994 года в Екатеринбурге. Уголовные дела хранятся в Центральном государственном архиве общественных объединений Украины и Государственном архиве Харьковской области. Современному читателю имя и произведения Городина практически неизвестны.

### Словарь лагерной лексики
В начале 1960-х годов написал цикл невыдуманных рассказов о жизни в лагере под названием «Одноэтапники», который был целиком опубликован только в 2018 году и выдержал два издания. По оценкам критики, Городин видит человеческое даже в самых опустившихся лагерниках, а ужасы ГУЛАГа описывает довольно буднично и просто, от чего «становится ещё страшнее». При создании рассказов Городин также составил небольшой перечень лагерных слов, непонятных читателю, что вылилось в полноценное лексикографическое исследование в четырёх машинописных томах под названием «Словарь русских арготизмов», работу над которым он так и не успел закончить.
Говорят, что в каждом человеке таится коллекционер. Такая слабость недавно обнаружилась и во мне. Я начал собирать лагерные и тюремные слова. В лагере было не до того, а теперь, через много лет, вдруг стало жаль, что это языковое богатство ускользает из памяти и пропадает. Среди этих слов и выражений есть удивительно сочные, меткие, ярко освещающие время и среду, их породившие. […] Много таких слов добыл я из своей памяти. Вспомню — запишу на листочек. Собралось их у меня изрядно.Леонид Городин, 1963 год.

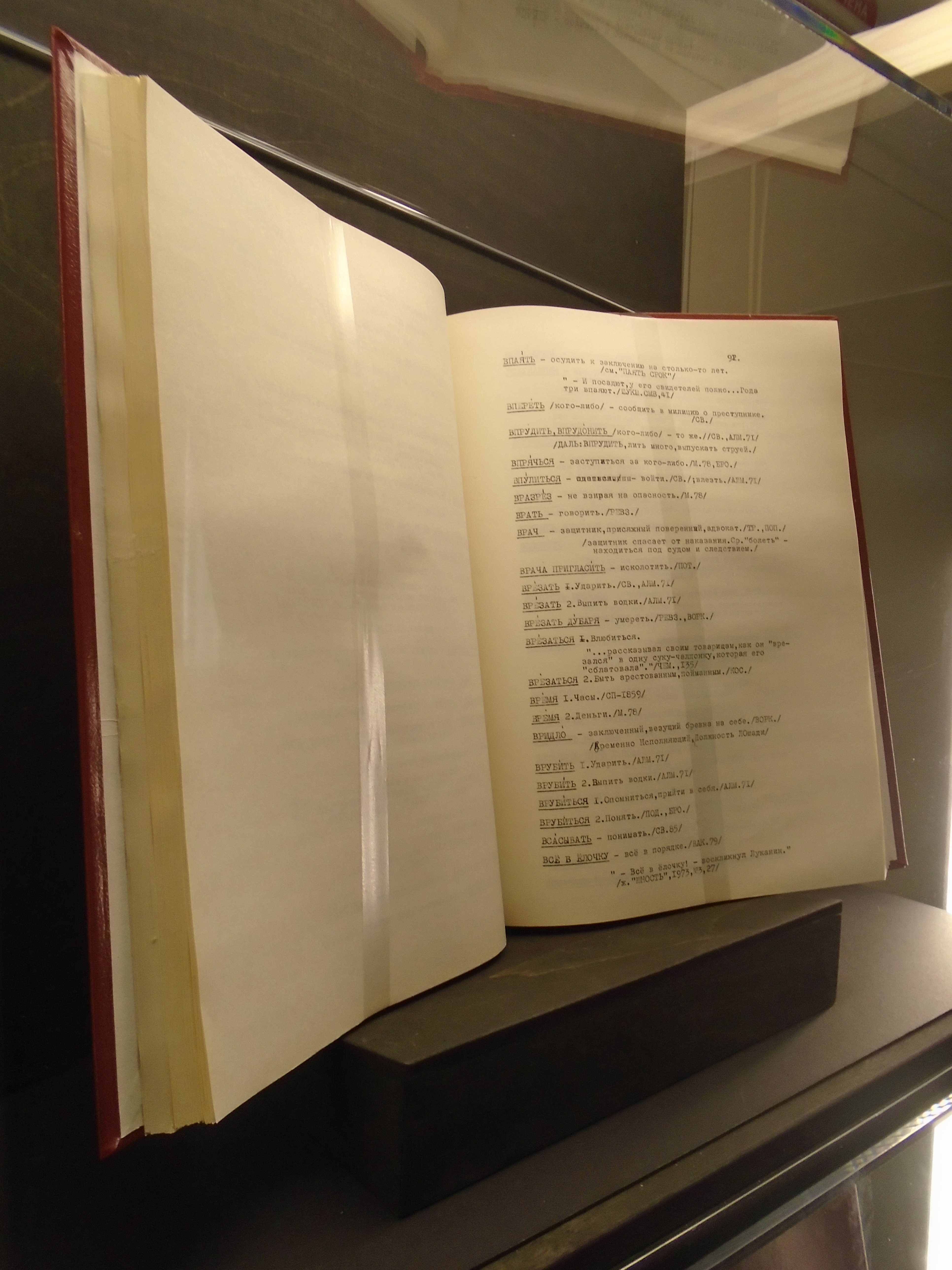
Машинописный словарь Городина, 1960-е гг.

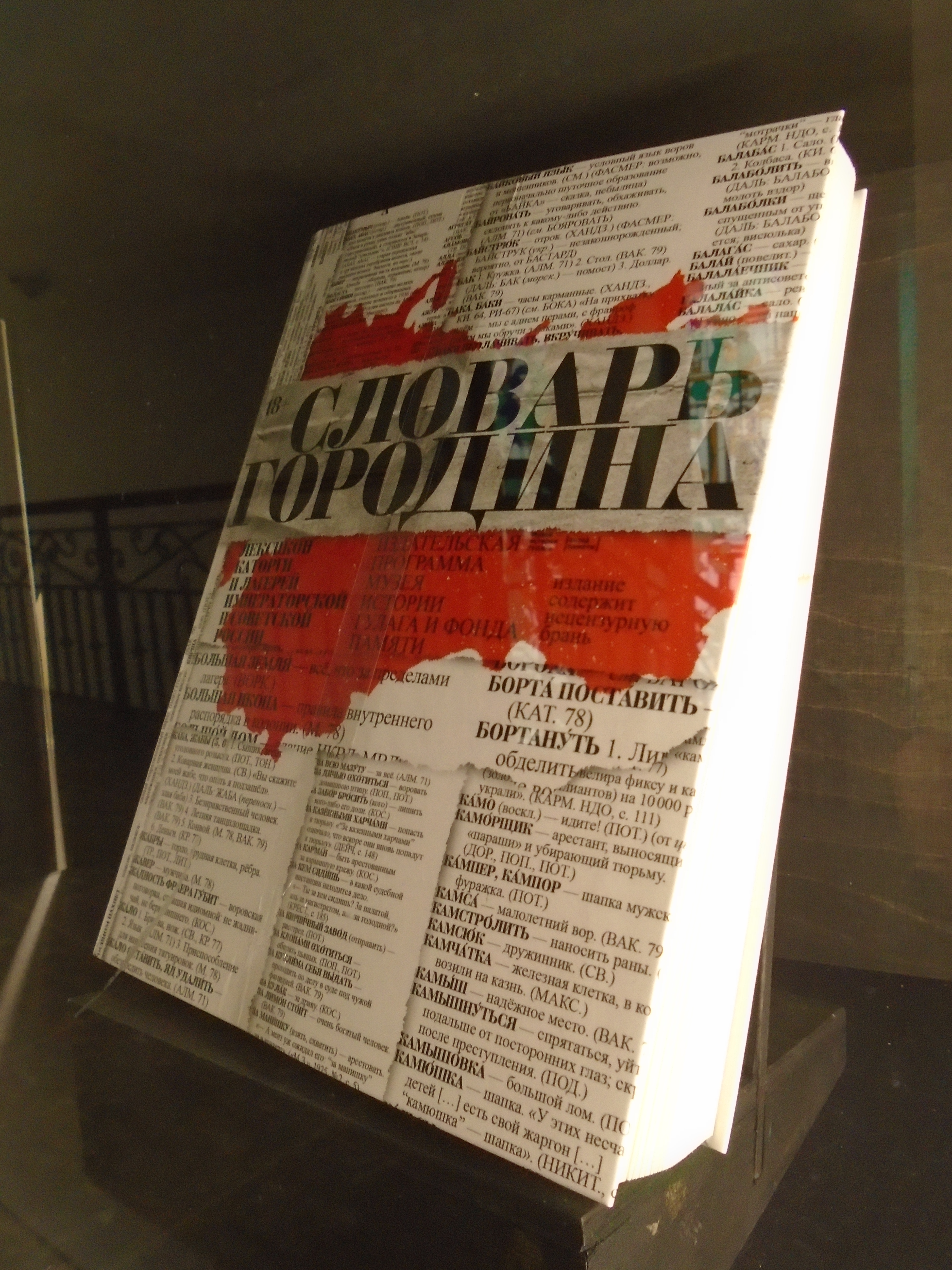
Словарь Городина, изданный в 2021 году

Городину в работе над словарём помогал филолог В. Ф. Житников, научный сотрудник Челябинского и Калмыцкого университетов, специализировавшийся на изучении народных диалектов и городского жаргона. Городин также переписывался с А. И. Солженицыным, Л. В. Успенским, В. А. Кавериным; так, последний в 1983 году утверждал, что словарь «без всякого сомнения должен быть издан», однако «никакое издательство, с моей точки зрения, не возьмётся за такую работу из ложных педагогических соображений», так как «широта в таких вопросах давным-давно утеряна». Словарь получил высокую оценку со стороны советских филологов и лингвистов, в том числе Д. С. Лихачёва. В 1988 году он был рекомендован к печати Институтом русского языка Академии наук СССР, однако это произошло только спустя 30 лет.
В 2018 году сын Городина передал машинописные тома словаря в музей истории ГУЛАГа, после чего с ним стали заниматься учёные и специалисты. При этом картотека с материалами для словаря, собранная Городиным, не сохранилась. Словарь был издан музеем впервые в 2021 году, который также организовал выставку «Язык несвободы» о лагерном жаргоне, проехавшую по ряду российских регионов. В книге содержится более 17 тысяч слов и выражений с примерами их употребления в лагерных пословицах, песнях, поговорках, поэзии и прозе, в дополнение к биографическим материалам и справкам, описывающим жизнь и язык каторги и лагерей царской и советской России.